# Андриј Соколовски
Андриј Володимирович Соколовски (укр. Андрій Володимирович Соколовський; Москва, 16. јул 1978) био је улрајински атлетичар који се такмичио у скоку увис.

## Спортска биографија
Соколовски је два пута учествовао на 2000. у Сиденеју и 2004. у Атини. Није успео освојити медаље, ачли је у Атини био пети.
Највећи успех на великим међународним такимењима остварио је у Лисабону на Светском првенству у дворани 2001. освојивши друго место са 2,29 м. Први је био Швеђанин Стефан Холм са 2,32 м.
Његов лични рекорд на отвореном постигнут у Риму 2005. био је најбољи резултат те година на свестској ранг листи.

## Значајнији резултати
| Година   | Такмичење                       | Место                           | Пласман  | Резултат |          |
| Украјина | Украјина                        | Украјина                        | Украјина | Украјина | Украјина |
| -------- | ------------------------------- | ------------------------------- | -------- | -------- | -------- |
| 1999     | Светско првенство у дворани     | Маебаши, Јапан                  | 6.       | 2,25 м   |          |
| 2000     | Олимпијске игре                 | Сиднеј, Аустралија              | 16.      | 2,24 м   |          |
| 2001     | Светско првенство у дворани     | Лисабон, Португалија            |          | 2,25 м   |          |
| 2002     | Европско првенство у дворани    | Беч, Аустрија                   | 4.       | 2,27 м   |          |
| 2003     | Светско првенство у дворани     | Бирмингем, Уједињено Краљевство | 8.       | 2,25 м   |          |
| 2003     | Светско првенство               | Париз, Француска                | 8.       | 2,29 м   |          |
| 2003     | 1. ИААФ Светско атлетско финале | Монако, Монако                  | 6        |          |          |
| 2004     | Светско првенство у дворани     | Будимпешта, Мађарска            | 7.       | 2,25 м   |          |
| 2004     | Олимпијске игре                 | Атина, Грчка                    | 5.       | 2,32 м   |          |
| 2004     | 2.ИААФ Светско атлетско финале  | Монако, Монако                  | 5        |          |          |
| 2005     | 3. ИААФ Светско атлетско финале | Монако, Монако                  | 6        |          |          |
| 2006     | Светско првенство у дворани     | Москва, Русија                  | 6.       | 2,26 м   |          |
| 2006     | Европско првенство              | Гетеборг, Шведска               | 19.      | 2,19 м   |          |

## Лични рекорди
| Дисциплина | Дисциплина   | Резултат | Место           | Датум             |
| ---------- | ------------ | -------- | --------------- | ----------------- |
| Скок увис  | На отвореном | 2,38 м   | Рим             | 8. јул 2005.      |
| Скок увис  | Дворана      | 3,36 м   | Банска Бистрица | 14. фебруар 2006. |